# Era (geochronologia)
Era – formalna jednostka geochronologiczna (czasowa) odpowiadająca jednostce chronostratygraficznej o nazwie eratem. Jest częścią większej jednostki geochronologicznej – eonu; dzieli się natomiast na okresy.
Współcześnie wyróżnia się dziesięć er: eoarchaik, paleoarchaik, mezoarchaik, neoarchaik, paleoproterozoik, mezoproterozoik, neoproterozoik, paleozoik, mezozoik i kenozoik.

## Źródła
- International Commission on Stratigraphy (ang.).